# Vito Fazzi
Vito Fazzi (Melpignano, 23 dicembre 1851 – Lecce, 12 gennaio 1918) è stato un medico e politico italiano A lui venne dedicato il primo grande ospedale civile moderno di Lecce, il policlinico Vito Fazzi.

## Biografia
Vito Fazzi è nato a Melpignano il 23 dicembre 1851 da Gaetano Fazzi (1820-1884), noto medico leccese, e da Concetta Gerardi (1832-1916), appartenente ad un importante nobile famiglia di proprietari terrieri e professionisti. La moglie, Adele Profilo, dalla quale ha avuto due figlie, è morta all'età di 23 anni durante la nascita della seconda figlia, Maddalena Fazzi, la quale sposò il 29 Dicembre 1919 a Lecce il noto Ingegnere leccese Giuseppe Ruggieri, Cavaliere, Ufficiale e Commendatore dell’Ordine della Corona d’Italia ed alto ufficiale, decorato per meriti eroici,  appartenente al corpo dell’Arma del Genio durante la Prima e Seconda Guerra Mondiale e dal quale ebbe tre figli. Ebbe numerose sorelle ed un fratello, Giorgio Fazzi, che fu sindaco di Melpignano ed importante ingegnere.
Fazzi fu attivo sia in ambito medico che in quello politico. Diventò consigliere comunale responsabile dell'igiene pubblica e intensificò la lotta contro la malaria bonificando le zone paludose. Consigliere provinciale, è stato inoltre eletto presidente della provincia di Lecce. Nel 1887 iniziò la costruzione di un ospedale psichiatrico, che fu inaugurato nel 1901. Venne eletto alla Camera dei deputati nel 1903 e promosse la politica di crescita e sviluppo per la sua terra.
Morì all'età di 66 anni, il 12 gennaio 1918.
Nel 1922, il consiglio medico di Lecce decise di chiamare il nuovo ospedale civile del capoluogo salentino "Vito Fazzi", precedentemente ultimato nel 1913, in sua memoria. Un busto di Fazzi, realizzato dallo scultore Eugenio Maccagnani, è ancora oggi visibile nella sala principale dell'ospedale.